# Säynäjäjärvi (sjö i Posio, Lappland, Finland)
Säynäjäjärvi eller Säynäjärvi är en sjö i Finland. Den ligger i kommunen Posio i landskapet Lappland, i den norra delen av landet, 700 km norr om huvudstaden Helsingfors. Säynäjäjärvi ligger 247,7 meter över havet. Arean är 43,6 hektar och strandlinjen är 9,75 kilometer lång. Sjön  ingår i Kemi älvs huvudavrinningsområde. 